# Brandon Chillar
(en) Statistiques sur pro-football-reference
Brandon O'Neil Chillar (né le 21 octobre 1982 à Los Angeles) est un joueur américain de football américain.

## Enfance
Natif de Los Angeles, Chillar habite à Carlsbad près de San Diego. Il commence à jouer au football à la Carlsbad High School.

## Carrière

### Universitaire
Chillar joue avec les UCLA Bruins au niveau universitaire où il se fait une place dans la défense. Il totalise sur l'ensemble de ses études quarante-neuf matchs joués (dont trente-cinq comme titulaire), faisant 255 tacles, douze sacks, cinq fumbles récupérés, huit passes déviées ainsi que deux tirs bloqués, permettant de figurer dans la First-Team de la conférence All-Pac 10 en 2003.

### Professionnelle
Brandon Chillar est sélectionné lors du quatrième tour du draft de la NFL de 2004 au 130e choix par les Rams de Saint-Louis. Il signe plus tard un contrat de 2,1 millions de dollars avec la franchise du Missouri. Lors de sa première saison en NFL (rookie), il fait trente-et-un tacles en seize matchs joués (dont cinq comme titulaire). En 2005, il débute sept matchs et joue tous les matchs de la saison, faisant soixante-et-un tacles et marquant son premier touchdown en retournant un punt contré le 30 octobre 2005 contre les Jaguars de Jacksonville. En 2006, il joue tous les matchs dont quatorze comme titulaire et fait soixante-dix-sept tacles et deux sacks. En 2007, il tacle à quatre-vingt-cinq reprises et 2,5 sacks. Par ailleurs, il provoque trois fumbles, en récupère un et dévie quatre passes.
Le 18 mars 2008, les Packers de Green Bay signe Chillar pour un contrat de deux ans de 5,2 millions de dollars. En 2008, il joue quatorze matchs (dont sept comme titulaire) et fait soixante-neuf tacles avec huit passes déviées. En 2009, il retrouve un poste de titulaire dans la nouvelle organisation défensive du coordinateur Dom Capers. En 2010, il signe un contrat de quatre ans avec les Packers et joue moins, totalisant huit matchs et un match comme titulaire, effectuant douze tacles et une interception.